# كيري غود
كيري غود (بالإنجليزية: Kerry Goode)‏ هو لاعب كرة قدم أمريكية أمريكي، ولد في 28 يوليو 1965 في تاون كريك في الولايات المتحدة.

## وصلات خارجية
- كيري غود على موقع مرجع كرة القدم المحترفة.كوم (الإنجليزية)